# Merrill (Oregon)
Merrill az Amerikai Egyesült Államok északnyugati részén, Oregon állam Klamath megyéjében, a Lost-folyó mentén, a kaliforniai határ közelében helyezkedik el. A 2010. évi népszámláláskor 844 lakosa volt. A város területe 1,19 km², melynek 100%-a szárazföld.
Közúton a helység a 39-es út mentén, Klamath Fallstól 32 km-re délkeletre és Tulelake-től 14 km-re északnyugatra, valamint Portlandtől 480 km-re délkeletre fekszik, továbbá délebbre találhatóak a Klamath- és Tule tavak. A várostól délnyugatra helyezkedik el a településről is látható Shasta-hegy, amely a Cascade-hegység része.
Merrill nevét a településen 1890-ben letelepedett Nathan S. Merrill farmer után kapta. A postahivatalt 1896-ban alapították, melynek első vezetője H. E. Momyre volt.
A városban született és nőtt fel Carl Barks, Dagobert McCsip és számos más rajzfilm-szereplő megalkotója.
A közösség első ipari létesítménye egy malom volt. A helyi iskola a Lost River Jr./Sr. High School, amely a Raiders tornacsapat otthona. A 2002-es adatok alapján a legnagyobb foglalkoztatók a Malin Potato Coop burgonyatermesztő cég, a Klamath County Public Schools, a Martin Food Center, a Merrill Grain and Feed Center és a Country Boy Meats vállalatok.

## Éghajlat
A város éghajlata a Köppen-skála szerint meleg nyári mediterrán (Csb-vel jelölve). A legcsapadékosabb hónap a november–február, a legszárazabb pedig a július–szeptember közötti időszak. A legmelegebb hónap július, a leghidegebb pedig december.
| Hónap                         | Jan.  | Feb.  | Már.  | Ápr.  | Máj. | Jún. | Júl. | Aug. | Szep. | Okt.  | Nov.  | Dec.  | Év    |
| ----------------------------- | ----- | ----- | ----- | ----- | ---- | ---- | ---- | ---- | ----- | ----- | ----- | ----- | ----- |
| Rekord max. hőmérséklet (°C)  | 16,7  | 21,1  | 25,0  | 28,9  | 35,0 | 36,1 | 38,3 | 38,9 | 37,2  | 32,2  | 23,9  | 20,0  | 38,9  |
| Átlagos max. hőmérséklet (°C) | 5,0   | 7,8   | 11,7  | 15,0  | 20,0 | 24,4 | 29,4 | 29,4 | 25,6  | 18,3  | 8,9   | 4,4   | 16,7  |
| Átlaghőmérséklet (°C)         | −1,1  | 1,4   | 4,2   | 6,9   | 11,4 | 15,3 | 18,9 | 18,1 | 14,2  | 8,9   | 2,5   | −1,2  | 8,3   |
| Átlagos min. hőmérséklet (°C) | −6,1  | −5,0  | −3,3  | −1,1  | 2,8  | 6,1  | 8,3  | 6,7  | 2,8   | −0,6  | −3,9  | −6,7  | 0,0   |
| Rekord min. hőmérséklet (°C)  | −33,3 | −31,1 | −18,9 | −14,4 | −8,9 | −5,0 | −1,7 | −4,4 | −8,3  | −13,9 | −23,3 | −32,8 | −33,3 |
| Átl. csapadékmennyiség (mm)   | 38    | 31    | 29    | 26    | 28   | 20   | 8    | 9    | 12    | 20    | 34    | 36    | 291   |
| Forrás: The Weather Channel   |       |       |       |       |      |      |      |      |       |       |       |       |       |

## Népesség

### 2010
A 2010-es népszámláláskor a városnak 844 lakója, 308 háztartása és 221 családja volt. A népsűrűség 709,2 fő/km2. A lakóegységek száma 347, sűrűségük 291,6 db/km2. A lakosok 70,9%-a fehér, 0,1%-a afroamerikai, 1,5%-a indián,   23,8%-a egyéb, 3,7%-a pedig kettő vagy több etnikumú. A spanyol vagy latino származásúak aránya 43,1% (42,7% mexikói, 0,1% Puerto Ricó-i,  0,4% egyéb spanyol vagy latino származású.)
A háztartások 40,3%-ában élt 18 évnél fiatalabb. 52,6% házas, 13,6% egyedülálló nő, 5,5% egyedülálló férfi, 28,2% pedig nem család. 24,4% egyedül élt; 7,8%-uk 65 éves vagy idősebb. Egy háztartásban átlagosan 2,73 személy élt; a családok átlagmérete 3,23 fő.
A medián életkor 35,7 év volt. A város lakóinak 29%-a 18 évesnél fiatalabb, 10% 18 és 24 év közötti, 21,8%-uk 25 és 44 év közötti, 26,6%-uk 45 és 64 év közötti, 12,6%-uk pedig 65 éves vagy idősebb. A lakosok 50,7%-a férfi, 49,3%-a pedig nő.

### 2000
A 2000-es népszámláláskor  a városnak 897 lakója, 344 háztartása és 230 családja volt. A népsűrűség 753,8 fő/km2. A lakóegységek száma 380, sűrűségük 319,3 db/km2. A lakosok 73,13%-a fehér, 0,11%-a afroamerikai, 1%-a indián, 0,22%-a ázsiai,  19,18%-a egyéb-, 6,35%-a pedig kettő vagy több etnikumú. A spanyol vagy latino származásúak aránya 33,44% (28,7% mexikói, 0,3% Puerto Ricó-i,  4,5% pedig egyéb spanyol/latino származású.)
A háztartások 34,6%-ában élt 18 évnél fiatalabb. 52% házas, 10,8% egyedülálló nő; 33,1% pedig nem család. 27,9% egyedül élt; 11,9%-uk 65 éves vagy idősebb. Egy háztartásban átlagosan 2,61 személy élt; a családok átlagmérete 3,22 fő.
A város lakóinak 28,4%-a 18 évesnél fiatalabb, 8,1% 18 és 24 év közötti, 29,2%-uk 25 és 44 év közötti, 18,4%-uk 45 és 64 év közötti, 15,8%-uk pedig 65 éves vagy idősebb. A medián életkor 35 év volt. Minden 100 nőre 92,5 férfi jut; a 18 évnél idősebb nőknél ez az arány 87,2.
A háztartások medián bevétele 23 304 amerikai dollár, ez az érték családoknál $27 639. A férfiak medián keresete $26 250, míg a nőké $19 583. A város egy főre jutó bevétele (PCI) $11 803. A családok 19,9%-a, a teljes népesség 24%-a élt létminimum alatt; a 18 év alattiaknál ez a szám 32%, a 65 évnél idősebbeknél pedig 12%.

## Fordítás
Ez a szócikk részben vagy egészben  a   Merrill, Oregon című angol Wikipédia-szócikk ezen változatának fordításán alapul.  Az eredeti cikk szerkesztőit annak laptörténete sorolja fel. Ez a jelzés csupán a megfogalmazás eredetét és a szerzői jogokat jelzi, nem szolgál a cikkben szereplő információk forrásmegjelöléseként.